# 马尾 (星官)
马尾 是中国古代星官之一，为明代末期徐光启所编的《崇祯历书》上根据西方星表加上近南极星区的23个星官之一。
它位于现代星座划分的半人马座，含有3颗恒星。

## 所含恒星及对应西方名称[1]
| 中国古代星名 | 现代星名 | 所属星座 |
| ------------ | -------- | -------- |
| 馬尾一       | G Cen    | 半人马座 |
| 馬尾二       | ρ Cen    | 半人馬座 |
| 馬尾三       | δ Cen    | 半人馬座 |